# 七瀬恋彩
七瀬 恋彩（ななせ ここあ、2003年2月22日 - ）は、日本の女優、ダンサー。ダンサーとしてはCOCOAの名義でも活動する。
東京都出身。ホリプロデジタルエンターテインメント所属。

## 概略
D.LEAGUE「KOSÉ 8ROCKS」に所属しながら女優としても活動。

## 出演

### テレビドラマ
- 少年のアビス 第2話（2022年9月9日、毎日放送） - 女生徒 役

### 舞台
- Juliet aria『DustBunnySHOW』（2021年11月7日 - 8日、品川プリンスホテル クラブeX） - マゼンタ 役
- 舞台「志立彩色女学院アイドル科」（2023年5月24日 - 28日、バルスタジオ） - 島田寛子 役[1]
- 舞台「大正浪漫探偵譚-エデンの歌姫-」（2023年7月5日 - 12日、草月ホール） - 林朱美 役
- SaGa THE STAGE〜再生の絆〜（2024年2月22日 - 25日、東京：サンシャイン劇場 / 2月29日 - 3月3日、大阪：サンケイホールブリーゼ） - ジョセフィン・リン・ウッド / リアルクィーン・ジョー 役[2]
- 舞台「幕が上がる」（2024年8月21日 - 25日、東京：シアター1010 / 9月14日、大阪：箕面市立文化芸能劇場） - ガルル 役[3]
- 青山メインランドファンタジースペシャル ブロードウェイミュージカル『ピーター・パン』（2025年7月28日 - 8月6日、東京：東京国際フォーラム ホールC / 8月10日 - 11日、群馬：高崎芸術劇場 大劇場 / 8月17日、大阪：梅田芸術劇場 メインホール / 8月22日 - 24日、福岡：博多座） - タイガー・リリー 役[4][5]
- KAAT神奈川芸術劇場プロデュース「未練の幽霊と怪物-『珊瑚』『円山町』-」（2026年2月14日 - 3月1日〈予定〉、神奈川：KAAT神奈川芸術劇場 大スタジオ / 2026年3月〈予定〉、兵庫：兵庫県立芸術文化センター 阪急 中ホール / 2026年3月〈予定〉、新潟：りゅーとぴあ 新潟市民芸術文化会館 劇場 / 2026年3月〈予定〉、京都：ロームシアター京都 サウスホール）[6]

### バラエティー・情報番組
- 超無敵クラス（2021年5月1日、日本テレビ）
- THE TIME（2021年12月24日・27日、TBS）
- めざましテレビ（2022年6月14日、フジテレビ）
- My Routine〜太陽と星空の時間〜（2022年9月27日、フジテレビ）
- ごちそんぐDJ（2022年10月12日、NHK Eテレ）
- スクール革命！（2022年11月13日、日本テレビ）
- おはスタ（2024年7月9日、テレビ東京）
- R4 STREET DANCE （2024年7月〜、フジテレビ）[7]
- 踊ろう、あなたらしく。COCOA編（2025年2月11日、日本放送協会）[8]

### イベント
- 超十代 -ULTRA TEENS FES- 2024@TOKYO（2024年3月28日、渋谷ヒカリエホール）
- Rakuten GirlsAward 2025 SPRING/SUMMER（2025年5月3日、国立代々木競技場第一体育館）[9]

### MV
- Reol「煽げや尊し」（2022年）

### 雑誌・WEB
- 宝島社「パリ五輪 とことん応援BOOK」解説インタビュー（2024年6月）

- 読売新聞　パリオリンピック・ブレイキン女子解説コラム（2024年8月10日、11日）[10][11]

### その他
- Crocs, Inc.「CROCS Japan」広告出演（2023年4月）[12][13]
- スクウェア・エニックス「ロマンシング サガ リ・ユニバース」広告出演（2023年6月）[14]
- ナイアンティック「モンスターハンター Now」広告出演（2023年9月）[15][16]
- Instagramクリエイター ラボ ジャパン アンバサダー就任（2024年6月）[17]